# Carbon Hill (Alabama)
Pour les articles homonymes, voir Carbon Hill.
Carbon Hill est une ville américaine située dans le comté de Walker en Alabama.
Selon le recensement de 2010, Carbon Hill compte 2 021 habitants. La municipalité s'étend sur 5,59 milles carrés (14,48 km2), dont 5,50 milles carrés (14,24 km2) de terres.

## Démographie
| 1890 | 1900 | 1910  | 1920  | 1930  | 1940  |
| ---- | ---- | ----- | ----- | ----- | ----- |
| 568  | 830  | 1 627 | 2 666 | 2 519 | 2 555 |

| 1950  | 1960  | 1970  | 1980  | 1990  | 2000  |
| ----- | ----- | ----- | ----- | ----- | ----- |
| 2 179 | 1 944 | 1 929 | 2 452 | 2 115 | 2 071 |

| 2010  | - | - | - | - | - |
| ----- | - | - | - | - | - |
| 2 021 | - | - | - | - | - |